# راندال دوغرتي
راندال دوغرتي (بالإنجليزية: Randall Dougherty)‏ هو رياضياتي أمريكي، ولد في 1961.